# Micropagamento
Con il termine micropagamento ci si riferisce alla singola operazione o al servizio che consentono il trasferimento di piccole quantità di denaro in forma telematica o attraverso altri meccanismi specificamente destinati a queste transazioni. Questo sistema è particolarmente adatto alle situazioni nelle quali, in rapporto alle somme in gioco, i sistemi di pagamento tradizionali sono poco pratici o troppo costosi. Gli operatori che forniscono tale servizio solitamente ovviano a questo problema cumulando, su un'unica transazione di accredito tradizionale, una sequenza di micropagamenti virtualizzati.
Il micropagamento è particolarmente diffuso nell'ambito del commercio elettronico o della raccolta di fondi (tra cui anche le donazioni fatte via SMS) e si sta affermando come sistema per disintermediare gli "spiccioli" in transazioni ripetitive; ciò avviene tramite l'utilizzo di un borsellino elettronico che viene usato su un circuito parallelo al tradizionale circuito bancario EMV (Europay Visa MasterCard). Tali sistemi si basano su architetture di carte di nuova generazione basate su chip RFID ISO 14443.

## Nascita ed evoluzione del concetto
Questi nuovi sistemi di micropagamento sono il risultato di un processo evoluzionistico che ha interessato i comportamenti dei fornitori di contenuti su Internet.
Nei primi giorni del World Wide Web, i contenuti venivano solitamente resi disponibili gratuitamente da organizzazioni come le università.
Con la fenomenale crescita di Internet, le persone iniziarono ben presto a cercare vari mezzi per ricavare denaro dai contenuti. La pubblicità è una di queste forme di reddito: i contenuti vengono offerti gratis, accompagnati da messaggi pubblicitari o collegamenti a siti sponsor. Altri fornitori di contenuto hanno sperimentato le sottoscrizioni, con le quali si paga per accedere ai contenuti per un certo periodo di tempo. Una terza forma di guadagno è quella basata sulle donazioni sollecitate dal fornitore di contenuti.
I micropagamenti rappresentano un'innovazione relativamente recente nei sistemi di guadagno online. Essi si basano sulla ricerca di un alto volume di visitatori o fruitori, cui si offrono i contenuti ad un prezzo unitario molto basso. Ad esempio, un autore di fumetti online potrebbe rendere disponibili i suoi fumetti online per 25 Eurocent. Altra variante dell'idea è la proposta di addebitare frazioni di Eurocent (meno del valore della moneta più piccola) in cambio di frazioni paragonabili di contenuto; ad esempio, un decimo di Eurocent per una singola pagina web di una rivista online.

## Tecnologia
Ci sono state molte innovazioni nei sistemi di micropagamento, allo scopo di facilitare la fornitura di contenuti a tariffa su Internet. Molti pagamenti vengono fatti con carta di credito, ma processare un tale tipo di pagamento costa al venditore una commissione attorno ai 15 Eurocent, più una piccola percentuale dell'importo versato. Ovviamente, risulta impossibile addebitare all'acquirente una somma inferiore alla commissione. La questione delle fees rappresenta la principale fonte di avversità da parte delle banche, che vedono nei micropagamenti una disintermediazione per i propri servizi.
Le carte senza contatto RFID non prevedono infatti costi di transazione e sono emesse dai principali gruppi di carte di credito in America (MasterCard (Fast Pay), Visa (Blink) e American Express (Blue)) e accettate da McDonald's, 7-Eleven e molte altre.

### Bitcoin e altre criptovalute
La tecnologia Bitcoin permette pagamenti di somme molto piccole (per esempio, meno di 1 €). La rete Bitcoin funziona senza autorità centrali e permette pagamenti di grosse e piccole dimensioni. Un lato negativo del Bitcoin è la volatilità del prezzo negli exchange rispetto alle valute tradizionali. Inoltre esistono altre criptovalute adatte allo scopo ed esiste uno sforzo di ricerca attiva nell'area dei canali peer-to-peer di micropagamento.

## Laquerelledel micropagamento

### Vantaggi
Vari motivi giustificano l'esistenza dei micropagamenti e l'attesa di una loro maggiore diffusione.
- Celerità nelle transazioni - Un pagamento tradizionale con carta di credito richiede un tempo significativo per la autenticazione. I sistemi di pagamento tramite SMS o carte RFID richiedono meno di 1 secondo per la verifica e certificazione dell'autorizzatore e l'identificazione del destinatario.
- Sicurezza nelle transazioni - Le nuove architetture CHIP (sia SMS, che carte RFID) sono EMV compliant, ovvero rispondono alle nuove e stringenti procedure di sicurezza a bordo delle carte (le carte RFID e le SIM dei telefoni sono difficilmente clonabili).
- Praticità nelle transazioni - La possibilità di acquistare un biglietto della metro o un giornale, o fare un ordine in un fast food o pizzeria, senza dover fare la fila e potendo pagare l'importo esatto in pochi secondi permette al venditore di smaltire le code celermente e contemporaneamente offre al cliente un miglior servizio.

### Promotori
Alcuni artisti "online" sono fortemente a favore dei micropagamenti, poiché offrono un modo per recuperare i costi della pubblicazione online e, se sono sufficientemente popolari, per ricavarne un profitto. Attualmente, gli artisti di successo vengono penalizzati dalla loro popolarità: infatti questa richiede loro di pagare una quantità crescente di banda, in assenza di un efficace meccanismo di remunerazione. Sono quindi favorevoli ai micropagamenti in quanto questo sistema li libererebbe da sponsorizzazioni e pubblicità, rendendo più indipendente la loro arte. In secondo luogo, la possibilità di guadagnarsi da vivere attraverso il loro lavoro li metterebbe in condizione di produrre opere di maggiore qualità.

### Critiche
I detrattori delle strategie di micropagamento sostengono in genere che queste portano troppi inconvenienti al fruitore dei contenuti. Essi invocano un "costo mentale della transazione": ogni importo, indipendentemente da quanto sia piccolo, porta con sé l'onere di decidere se il contenuto vale il prezzo da pagare. Accumulato su una grande quantità di contenuti, questo onere diventerebbe estremamente sconveniente per gli utenti.

### Difficoltà
Uno dei maggiori svantaggi dei micropagamenti è in primo luogo quello di raccogliere i fondi dai clienti. La soluzione più semplice è di addebitarli sulla carta di credito del cliente per un importo equivalente a quello del contenuto acquistato. Addebitare importi di 1 Euro (o meno) sulla carta del cliente non è pratico né vantaggioso per il fornitore di contenuti, dato che esistono alcuni costi base di transazione, per l'utilizzo della rete delle carte di credito. Un sistema praticabile, usato da compagnie come Bee-Tokens, è quello di addebitare al cliente una quota fissa in cambio di un certo quantitativo di "gettoni" che l'utente può spendere sui siti web che li accettano.

### Internet e il problema dei"free rider"
Gli economisti definiscono un "bene pubblico" come qualcosa che può essere consumato o usato da un numero illimitato di persone, senza costi aggiuntivi per il fornitore. Le trasmissioni radiofoniche producono un bene pubblico. Un programma radiofonico viene prodotto ad un costo fisso, ma un numero illimitato di persone, all'interno dell'area di ricezione del segnale, può ascoltare il programma. Quando un ascoltatore addizionale sente la trasmissione, questo non provoca un aumento dei costi per la stazione radio. Per questo motivo, la vendita di spazi pubblicitari da parte delle radio può produrre entrate senza costi eccessivi. Se un ascoltatore sente il programma ma non risponde alla pubblicità, non ne risultano costi aggiuntivi. Un ascoltatore che segue il programma ma non acquista i prodotti pubblicizzati è un "free rider" (traducibile in italiano con "scroccone").
Per contro, gli editori di riviste e giornali incorrono in costi addizionali per fornire la loro pubblicazione ad ogni lettore aggiuntivo. Alcuni editori impongono un prezzo di acquisto al lettore per rimandare i costi aggiuntivi di pubblicazione. Quindi giornali e riviste che devono essere acquistati non sono un bene pubblico e i loro editori risolvono il problema dei "free rider" facendo pagare ogni copia del loro prodotto stampato. Alcune pubblicazioni sono fornite gratuitamente. Gli editori di queste ottengono introiti solo dalla vendita di spazi pubblicitari. Queste pubblicazioni solitamente hanno un pubblico limitato e ben individuato, che è più probabile risponda alla pubblicità presente. Inoltre, pubblicazioni che comportano un prezzo d'acquisto possono essere stampate su carta patinata e avere foto e illustrazioni a colori, mentre le pubblicazioni gratuite possono essere prodotte a costi inferiori, omettendo alcune caratteristiche di maggior qualità.
Molti siti Internet hanno tentato di fornire contenuti come bene pubblico gratuito, con i costi di tali contenuti coperti solo dalla pubblicità. A causa dei costi della banda, questo approccio è stato spesso fallimentare. I contenuti online non possono essere forniti a costi fissi, come per i programmi radiofonici, perché ogni persona in più che accede un particolare sito web fa aumentare i costi della banda per l'operatore. Anche se i costi aggiuntivi possono essere molto piccoli (a seconda della quantità di contenuti del sito), il costo può crescere rapidamente dipendentemente dal numero di persone che accedono al sito. Per questo molti siti hanno subito perdite per gli alti costi della banda, sproporzionati rispetto alle entrate fornite dalla pubblicità, poiché molte persone accedono ai contenuti, impongono un costo di banda, ma non rispondono mai ai messaggi pubblicitari (banner e pop-up). Molti siti hanno chiuso per questo motivo, mentre altri sono ricorsi all'uso di quote di iscrizione o all'aumento della quantità di messaggi pubblicitari in rapporto ai contenuti forniti (riducendo così la qualità complessiva del sito).
I sostenitori del modello di business dei micropagamenti ritengono che questi risolveranno il problema dei "free rider" per i siti che stanno tentando di dipendere solamente dalla pubblicità, e che tale sistema sia più raffinato per i siti che sono ricorsi alle quote di iscrizione.
D'altra parte i detrattori dei micropagamenti ritengono che un sistema basato sulla sottoscrizione sia preferibile e che i micropagamenti generino meno entrate della pubblicità.

## Esempi pratici
Il progresso tecnologico degli ultimi anni ha portato diverse innovazioni in termini di micropagamenti. Al giorno d'oggi esistono forme di micropagamento largamente utilizzate:
- Paypal (transazioni elettroniche su conti correnti online)
- Moneybookers
- Telefonico (attraverso chiamate a numerazioni a sovrapprezzo, es: 899xxxxxxx)
- SMS (attraverso invio/ricezione di sms il cui costo predeterminato viene addebitato sulla bolletta o ricarica telefonica)
- OnNET (si tratta di una soluzione offerta da Intermatica che prevede una carta prepagata, acquistabile nei 70 000 punti vendita Lottomatica in diversi tagli, che consente di effettuare micropagamenti su diversi siti web)

### Standard
1. W3C Micropayment Working Group

### Dibattiti sui micropagamenti
- (EN) Un caso a favore dei micropagamenti - Jakob Nielsen, su useit.com.
- (EN) Un caso contro i micropagamenti - Clay Shirky (non sostiene che i micropagamenti siano una cattiva idea, ma che questi sistemi difficilmente diverranno popolari)
- (EN) La barrirera del costo mentale della transazione nei micropagamenti -- Nick Szabo, su szabo.best.vwh.net. URL consultato il 30 ottobre 2005 (archiviato dall'url originale il 12 gennaio 2013).
- (EN) Misunderstanding Micropayments - Scott McCloud, su scottmccloud.com.
- (EN) http://goldeconomy.com/modules.php?op=modload&name=News&file=article&sid=122&POSTNUKESID=7338e4035d66de225c70c6dba63ceb41[collegamento interrotto] e-gold e micropagamenti]
- (EN) Peppercoin - Buona tecnologia, cattivo modello di business [collegamento interrotto], su goldeconomy.com.
- (EN) Intervista con Kurt Huang, Fondatore di BitPass Archiviato il 31 ottobre 2005 in Internet Archive., nPost, 22 marzo 2004.
- (EN) Intervista con Perry Solomon, Fondatore di PepperCoin Archiviato il 31 ottobre 2005 in Internet Archive., nPost, 21 aprile 2004.
- (EN) Questo articolo fornisce un'analisi molto ben strutturata sulle generazioni dei sistemi di micropagamento e fornisce una previsione positiva sullo sviluppo degli attuali schemi di pagamento elettronico. R. Parhonyi, agosto 2005.
- Una guida di come funzionano i micropagamenti. Francesco Nuzzolo, maggio 2006 società Europevox.